# John Archer (atleta)
John Archer, detto Jack (Nottingham, 10 agosto 1921 – Cheltenham, 29 luglio 1997), è stato un velocista britannico, campione europeo dei 100 metri piani ad Oslo 1946.

## Palmarès
| Anno                                | Manifestazione                | Sede     | Evento      | Risultato  | Prestazione | Note |
| ----------------------------------- | ----------------------------- | -------- | ----------- | ---------- | ----------- | ---- |
| In rappresentanza del Regno Unito   |                               |          |             |            |             |      |
| 1946                                | Europei                       | Oslo     | 100 m piani | Oro        | 10"6        |      |
| 1946                                | Europei                       | Oslo     | 200 m piani | 6º         | 22"0        |      |
| 1948                                | Giochi olimpici               | Londra   | 4×100 m     | Argento    | 41"3        |      |
| In rappresentanza dell' Inghilterra |                               |          |             |            |             |      |
| 1950                                | Giochi dell'Impero Britannico | Auckland | 110 iarde   | Semifinale |             |      |
| 1950                                | Giochi dell'Impero Britannico | Auckland | 220 iarde   | Semifinale |             |      |
| 1950                                | Giochi dell'Impero Britannico | Auckland | 4×110 iarde | Argento    | 42"5        |      |